# Loco loco (Hurricane)
Loco loco è un singolo del gruppo musicale serbo Hurricane, pubblicato il 6 marzo 2021.
Il brano è stato selezionato per rappresentare la Serbia all'Eurovision Song Contest 2021.

## Descrizione
Con la loro vittoria a Beovizija 2020, le Hurricane erano state selezionate per rappresentare il suo paese all'Eurovision Song Contest 2020 con la canzone Hasta la vista, prima della cancellazione dell'evento. A novembre 2020 l'emittente radiotelevisiva RTS le ha riconfermate per l'edizione eurovisiva successiva. Loco loco, con testo di Sanja Vučić e musica di Nemanja Antonić, è stato confermato come nuovo brano serbo il 22 febbraio 2021. La canzone è stata presentata il 5 marzo, e pubblicata sulle piattaforme digitali il giorno successivo. Nel maggio successivo, dopo essersi qualificate dalla seconda semifinale, le Hurricane si sono esibite nella finale eurovisiva a Rotterdam, dove si sono piazzate al 15º posto su 26 partecipanti con 102 punti totalizzati.

## Tracce
Testi di Sanja Vučić, musiche di Nemanja Antonić.
1. Loco loco – 2:55

## Classifiche
| Classifica (2021) | Posizione massima |
| ----------------- | ----------------- |
| Croazia           | 97                |